# Geschichte von Rheinbach
Die Geschichte von Rheinbach wird im 8. Jahrhundert greifbar, als Rheinbach am 13. August 762 erstmals urkundlich erwähnt wurde. Der Ort entstand im 13. Jahrhundert aus einer Streusiedlung, die sich zunächst an die Burg Rheinbach anlehnte. Rheinbach lag an der Kreuzung der mittelalterlichen Bonn-Aachener Heerstraße mit einer aus dem Rheintal nach Trier führenden Seitenstraße. Trotz der ersten urkundlichen Erwähnung von 762 reicht die Ortsgeschichte bis in die Römerzeit zurück und wird auf etwa 55 v. Chr. datiert. 

## Ortsname
Wahrscheinlich ist der Ortsname Rheinbach aus „Reginbach“ entstanden. Wobei der erste Teil des Namens sich vermutlich von dem althochdeutschen Wort „regan“ = Regen ableiten könnte, so dass mit dem späteren Ortsnamen wohl zunächst ein Bach bezeichnet wurde, der nur bei Regen ausreichend Wasser führte.

## Römische Zeit (55 v. Chr. – 5./6. Jh. n. Chr.)

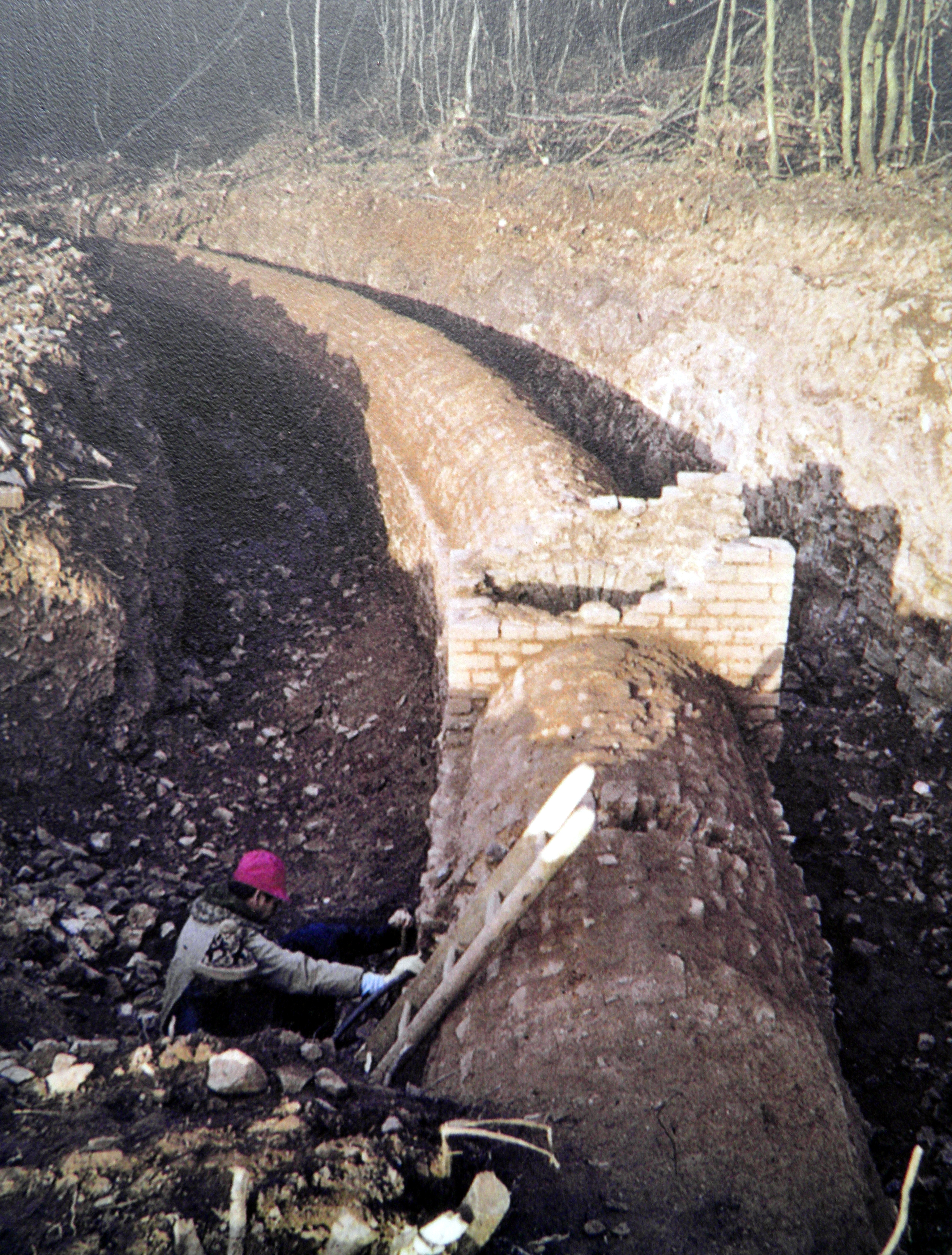
Römerkanal Abschnitt Breitenbenden, transloziertes Teilstück mit Revisionsschacht in Rheinbach

Die Gegend um Rheinbach diente im Hinterland des Bonner Legionslagers der Versorgung stationärer Truppen. Im heutigen Stadtgebiet sind mehrere römische Gutshöfe, sogenannte villae rusticae, nachgewiesen. Kleine Abzweigungen der römischen Fernstraßen Trier-Köln durchquerten das Siedlungsgebiet in Richtung Bonn. Eine Verbindung verlief von Bonn über Flerzheim durch den heutigen Rheinbacher Stadtwald in Höhe der im 17. Jahrhundert errichteten Waldkapelle Rheinbach.
Die Eifelwasserleitung aus der Eifel bis nach Köln durchquerte mit der Aquäduktbrücke über die Swist die Gemarkung Rheinbachs. Einige geborgene Teilstücke sind heute als Kulturdenkmale in der Stadt aufgestellt, so z. B. an der Pützstraße ein Teilstück, das aus Mechernich-Breitenbenden stammt, und am Kreisel Aachener Straße ein Teilstück, das in Rheinbach geborgen wurde. Die Wasserleitung verlief in Rheinbach (Ost-West-Richtung) unter der heutigen „Münstereifeler Str.“, Kreisel „Aachener Str.“, Teile „Bahnhofstr.“, ... „Am Getreidespeicher“ / Querung „Gymnasiumstr.“, Str. „Römerkanal“ und letztlich stadtauswärts Richtung „Gewerbegebiet Rheinbach Nord 2“ (Richtung Swistbach Lüftelberg).
Auf dem Tomberg (heute Burgruine Tomburg) und dem „Speckelstein“(⊙) standen wahrscheinlich militärische Aussichtsposten.

## Vorstädtische Zeit / Prümer Zeit (762–1178)
In Karolingischer Zeit war die Abtei Prüm alleiniger Grundherr in Rheinbach. Die erste Erwähnung der Ansiedlung als Reginbach erfolgte am 13. August 762, als der fränkische König Pippin und seine Frau Bertrada der Abtei Prüm Ländereien im Umfeld der heutigen Stadt Rheinbach schenkten. Als die Abtei Prüm 892 von marodierenden Wikingern überfallen, ausgeraubt und alle Unterlagen angezündet wurden, ließ der Abt im Folgejahr ein Verzeichnis der Güter der Abtei erstellen. Dieses Prümer Urbar führt für Rheinbach (dort Rembahc genannt) fast 50 Bauernstellen im Besitz der Abtei auf und weist sie damit als größten Grundherrn der Region aus.
Der Siedlungsraum Rheinbach entstand während des frühfränkischen Siedlungsausbaus im 7. Jahrhundert und war zu dieser Zeit ist im Besitz des fränkischen Hochadels (Hugobert-Irmina-Sippe). Ein fränkisches Königsgut ist in Flamersheim nachgewiesen.

Die Ortsbezeichnung „Rheinbach“ meinte noch keine geschlossene Siedlung, sondern einen Landstrich mit lockeren Ansammlungen von Höfen. Durch die Aachen-Frankfurter Heerstraße ergabt sich ein Kreuzungspunkt mit Abzweig der Römerstraße Trier–Köln nach Bonn.

## Ritter von Rheinbach (1178–1345)
Bis 1289 vereinten die Rheinbacher Ritter, die früh als „Prümer Lehensherren“ in Erscheinung traten, alle Rechtsansprüche auf sich. So wurde im 12. Jahrhundert ein Edelmann namens „Emelricus“ als Herr von Rheinbach genannt. Das Geschlecht der Ritter von Rheinbach, die zunächst „Angestellte“ Prüms waren, saß auf der Rheinbacher Burg und wurde in der Folgezeit immer mächtiger. Im Jahre 1246 übertrug Graf Friedrich von Hochstaden, der damals Prümer Vogt u. a. in Rheinbach war, die Vogteirechte an seinen Bruder Konrad, Erzbischof von Köln. Nach der Bestätigung durch den Prümer Abt war nun der Kölner Erzbischof Landesherr in Rheinbach. Als das Erzstift 1288 unter Siegfried von Westerburg (nunmehr Erzbischof v. Köln) in der Schlacht von Worringen eine schwere Niederlage erlitten hatte und dadurch stark geschwächt wurde, nahmen die Herren von Rheinbach das Heft in die Hand. Sie befestigten den Ort mit Mauern, Türmen und Halbtürmen. Widerrechtlich ohne Genehmigung des Landesherrn erbauten die Ritter von Rheinbach eine Stadt. 1298 wird der Ort erstmals als „oppidum“ bezeichnet.
Damit begann gegen Ende des 13. bis Anfang des 14. Jahrhunderts im Siedlungsgebiet des Großweilers Rheinbach eine Konzentration der bis dahin verstreut liegenden Einzelhöfe innerhalb des Mauerrings. Es entstand die befestigte Stadt Rheinbach, die für ca. weitere 500 Jahre in etwa dieser Größe bestehen blieb. 1343, als ein Aussterben des Geschlechts von Rheinbach abzusehen war, erwarb der Kölner Bischof alle Rechte an Burg und Stadt Rheinbach zurück und die Stadt blieb bis zum Jahr 1789 Teil des Erzstifts Köln und damit unter Kurkölner Kontrolle. Erst nach dem Rückbau der Stadtmauer ab 1820 wuchs die Stadt über die alte Stadtbefestigung hinaus.

## Kölner Erzbischöfe und Kurfürsten (1345–1794)
Im 14. Jahrhundert entstanden erste Territorialstaaten und Rheinbach entwickelte sich zum Verwaltungsmittelpunkt für die kurkölnischen Einnahmen aus der Grafschaft Neuenahr. Nach dem Verlust Neuenahrs an das Herzogtum Jülich verlor Rheinbach an Bedeutung und wurde oftmals und anhaltend Pfand landesherrlicher Finanzpolitik. Dies wirkte sich hemmend auf die weitere Entwicklung aus. Das zunächst blühende Tuchhandwerk und Gerbereiwesen verloren an Bedeutung.
In Rheinbach entpuppten sich die Hexenverfolgungen als mörderischer Machtkampf innerhalb der städtischen Führungsschicht. Fünf der sieben Schöffen mussten fliehen oder wurden ermordet. Hermann Löher, ehemaliger Bürgermeister, rettete sich nach Amsterdam und veröffentlichte dort später eine detaillierte Chronik dieser Ereignisse unter dem Titel Hochnötige Unterthanige Wemütige Klage Der Frommen Unschültigen. Den Vogt Schwegeler verbrannten die Hexenrichter vor den Stadttoren. Am 11. Juni 2012 distanzierte sich der Rat der Stadt Rheinbach einstimmig von den im 16. und 17. Jahrhundert auf Rheinbacher Stadtgebiet geschehenen Gräueltaten und bedauerte, dass unschuldige Frauen und Männer als Hexen und Zauberer denunziert, gefoltert, durch die Folter getötet oder schließlich hingerichtet worden seien; Folter und Todesstrafe seien früher wie heute Unrecht. Im 14. und 15. Jahrhundert litt die Entwicklung der Stadt unter Kriegen und Bränden. Bescheidener Wohlstand entstand im 16./17. Jahrhundert mit Tuchhandel und Wollweberei und im 18. Jahrhundert mit Lederhandel und Gerberei.
1371 erhielt Rheinbach vom Erzherzog den nahegelegenen Stadtwald gegen Zahlung einer Gebühr. Im Gegensatz zum landesherrlichen Kottenforst war Rheinbach Besitzer des Waldes und konnte ihn eigenverantwortlich bewirtschaften. Bis heute ist der Wald durch seine Holzertrag ein Wirtschaftsfaktor geblieben und dient der Naherholung.
Im Jahre 1673 stand der Prinz von Oranien mit vier Regimentern vor der Stadt. Nachdem sich Bürgermeister Averdunck geweigert hatte, Rheinbach freiwillig zu übergeben, plünderten die Truppen des Prinzen die Stadt und steckten sie in Brand. Nur 20 der ca. 150 Häuser blieben vom Feuer verschont. 25 Rheinbacher Bürger und 23 Bauern aus den umliegenden Ortschaften kamen um.

### Frühe Neuzeit, Hexenprozesse
An die Hexenprozesse in Rheinbach, die zwischen 1631 und 1636 stattfanden, erinnert der Hexenturm, der damals als Gefängnis diente und Teil der Rheinbacher Burg ist. Unter den Hexenkommissaren Franz Buirmann und Jan Möden wurden etwa 130 Menschen aus Rheinbach, Flerzheim und Meckenheim als Hexen angeklagt, gefoltert und verbrannt.

## Französische Herrschaft (1794–1815)
Nach dem Einmarsch französischer Truppen 1794 ins Rheinland wurde Rheinbach Teil eines neu gebildeten Département de Rhin-et-Moselle. Ab 1802, als die deutschen Gebiete westlich des Rheins in den französischen Staat integriert wurden, wurden die Rheinbacher französische Staatsbürger. Durch diese Eingliederung in den französischen Staat blieb die zuvor erfolgte Ausrufung der Republik „Freies Land Rheinbach“ durch den Publizisten Johann Baptist Geich nur eine Fußnote der Geschichte. Geich und seine Mitstreiter hatten beabsichtigt, eine eigenständige Rheinische Republik nach französischem Vorbild zu errichten.
Durch die Franzosen veränderte sich das öffentliche Leben innerhalb von 20 Jahren. Eine liberale Rechtsordnung und eine effektive politische Verwaltung begünstigten während der Franzosenzeit die Wirtschaft. Das Gerichtswesen und seine Rechtsprechung wurde in fünf Gesetzbüchern zusammengefasst und vereinfacht. Die von den Franzosen verordnete Säkularisierung führte zum Verkauf der Rheinbacher Burg samt den zugehörigen Ländereien, einschließlich der „Waldkapelle“ und des „Himmeroder Hofs“. Erstmals wurden die heute zu Rheinbach gehörenden Ortschaften mit der Kernstadt in einer Bürgermeisterei zusammengefasst. Die heutigen Gemeinden Rheinbach, Flerzheim, Hilberath, Neukirchen, Niederdrees, Oberdrees, Queckenberg, Ramershoven, Todenfeld und Wormersdorf bildeten eine Mairie. Der „Kanton Rheinbach“ bestand zudem aus den „Mairien“ Adendorf, Ollheim, Kuchenheim und Münstereifel.

## Preußische Zeit (1816–1871)
Nach den napoleonischen Kriegen wurde aus dem „Kanton Rheinbach“ ein Landkreis der „preußischen Rheinprovinz“ im Königreich Preußen. In der Potsdamer Konferenz wurde diese in einen französischen und in einen britischen Sektor geteilt. Rheinbach lag direkt an der Sektorengrenze, jedoch noch im britischen Bereich. Die damalige Sektorengrenze ist identisch mit der Grenze zum Landkreis Ahrweiler, der im Land Rheinland-Pfalz liegt, und ist damit zugleich Landesgrenze.
Die von den Rheinbacher Rittern erbaute Stadtmauer erwies sich für die räumliche Entwicklung der Stadt hinderlich. Sie wurde ab 1820 abgerissen und als Baumaterial verwertet. Danach erlebte die schnell über die bisher gesetzten Grenzen hinauswachsende Stadt eine Blütezeit. Mit den zuziehenden Beamten kam es zum Strukturwandel und zu besseren Lebensbedingungen. Mit dem Verwaltungsaufbau entstanden gegen Ende des 19. Jahrhunderts erste repräsentative Gebäude, die noch heute das Stadtbild prägen.
Anfang der 1850er Jahre begann in Rheinbach die Förderung und Verhüttung von Eisenerz. Schon nach wenigen Jahren wurde der Bergbau eingestellt. Der seit Jahrhunderten in den rheinbacher Höhenorten betriebene Kupfer- und Bleierzbergbau, zuletzt auf der Grube Hedwigsglück, endete mit dem Ersten Weltkrieg.
1866 wurde in Rheinbach eine Filiale der Armen Dienstmägde Jesu Christi eröffnet. Die Schwestern widmeten sich der Krankenpflege und richteten eine Kinderbewahrstelle und eine Handarbeitsschule für Mädchen ein. Ab 1869 entwickelte sich daraus das Rheinbacher Krankenhaus, das 2006 seine Tore schloss und zu einer Pflegestation mit dem angrenzenden Seniorenheim Marienheim umgebaut wurde.

## Deutsches Reich – Kaiserzeit (1871–1914)
Das neu entstandene Bürgertum stellte höhere Ansprüche an die Bildung und den städtischen Charakter, was durch den Bau weiterer stadtbildprägender Gebäude zum Ausdruck kam. Die neu entstandenen Schulbauten legten den Grundstein für den späteren Schwerpunkt Rheinbachs als Schulstadt. Der im Jahre 1880 von der „Rheinischen Eisenbahn-Gesellschaft“ fertiggestellte Bahnhof Rheinbach förderte das weitere Wachstum der Stadt. In diesem Zusammenhang entstanden vermehrt Häuser an Krieger- und Bahnhofsstraße für das aufstrebende Bürgertum. Der allgemeine Aufschwung ging einher mit der Entwicklung von Freizeit und Tourismus. Erste Sommerfrischler kamen in die Stadt. Der Rheinbacher Stadtpark mit Tennisanlage nahm Gestalt an. Wasserleitung und Elektrizität vervollständigen die Infrastruktur der Stadt Rheinbach. Ein ausgeprägtes Vereinsleben entstand. Beispielhaft sind hier der Kriegerverein 1871, der Eifelverein 1889, die Karnevalvereine „Gro-Rhei-Ka Narrenzunft Prinzengarde 1895“ (1) und „Stadtsoldatencorps 1905“ (2) sowie der Turn-Verein Rheinbach 1905 zu nennen. Ähnliche Entwicklungen trafen gleichermaßen für die im Einflussbereich der Stadt liegender Ortschaften zu. Zusammen mit der Voreifelbahn wurde der Bahnhof (3) im Jahr 1880 von der Rheinischen Eisenbahn-Gesellschaft eröffnet.

## Erster Weltkrieg, Weimarer Republik, Drittes Reich und Zweiter Weltkrieg (1914–1945)
1914 wurde in Rheinbach die Strafanstalt als Zuchthaus eingerichtet, heute ist es die Justizvollzugsanstalt Rheinbach. Über mehrere Jahrzehnte befand sich darin eine Abteilung für Langzeitgefangene, die der Haftanstalt aufgrund spektakulärer Ausbrüche und aufgrund prominenter Insassen wie dem „Kanzlerspion“ Günter Guillaume zu einer überregionalen Bekanntheit verhalf.
Nach dem Ersten Weltkrieg wurde Rheinbach zunächst von Engländern und dann von Franzosen besetzt. Die Zwischenkriegszeit war von hoher Arbeitslosigkeit – und Inflation geprägt. Die in Rheinbach beheimatete Keramikindustrie war in dieser Zeit bedeutendster Arbeitgeber. In den vier ortsansässigen Fabriken arbeiteten im Jahre 1930 insgesamt 350 Beschäftigte. Um 1960 fand die Keramikindustrie ihren künstlerischen Höhepunkt. Mit dem Niedergang der letzten beiden Betriebe wurden die Gebäude abgerissen. Heute entsteht dort das Wohngebiet „Keramikerstrasse“.
1927 wurde im Stadtpark von Rheinbach das „Waldschwimmbad“ erbaut. 1934 verkaufte die Stadt ihr Stromnetz und finanzierte aus dem Erlös eine Abwasserkanalisation für die Kernstadt. 1941 wurden im Rheinbacher Steinbruch Deserteure der Wehrmacht standrechtlich erschossen. Die hiesige „NS-Führung“ verfügte kurz vor Ende des Krieges die Hinrichtung von drei jungen ukrainischen Zwangsarbeitern wegen geringfügigem Diebstahls durch Erhängen. Durch militärische Einrichtungen in der Rheinbacher Gemarkung, wie den Feldflughafen im heutigen Hochschulviertel oder die Bereitstellung von Truppen und Material für die Ardennenoffensive, geriet Rheinbach in den Fokus militärischer Kampfhandlungen der Alliierten. Dabei verloren insgesamt rund 550 Rheinbacher im Zweiten Weltkrieg ihr Leben, darunter befanden sich 180 Zivilisten. Allein beim schwersten Bombenangriff auf Rheinbach am 29. Januar 1945, dem sogenannten „Schwarzen Tag von Rheinbach“, starben mehr als 100 Menschen. Letztlich wurden von 575 Häusern 83 vollständig –, 209 schwer – und 103 leicht zerstört. Von den Zerstörungen war die gesamte Kernstadt betroffen.

## Stadt des Glases in der Bonner Republik (1945–1990)
Aus dem Sudetenland vertriebene Glasveredler siedelten sich nach dem Zweiten Weltkrieg in Rheinbach an. Bis September 1947 hatten sich acht Glasfachbetriebe aus Böhmen in der Stadt niedergelassen, die den Ruf Rheinbachs als „Glasstadt“ begründeten. Bereits 1948 wurde eine Staatliche Glasfachschule in Rheinbach eröffnet, die heute unter dem Namen „Staatliches Berufskolleg Glas, Keramik, Gestaltung des Landes Nordrhein-Westfalen“ firmiert und internationale Anerkennung gefunden hat. 1968 eröffnete der Förderverein „Freunde des edlen Glases“ das Glasmuseum Rheinbach mit dem Ausstellungsschwerpunkt „Böhmisches Hohlglas“, das seit 1989 im Himmeroder Hof etabliert ist.
Nach Kriegsende gehörte Rheinbach zur britischen Besatzungszone. Ein Verband der Belgischen Gaststreitkräfte wurde ab 1945 in der heutigen Tomburg-Kaserne disloziert. Nach Rückverlegung in die Heimat zogen Verbände der Bundeswehr dort ein und Rheinbach wurde Bundeswehrstandort. Das Gebäude in der Schweigelstraße, das bis 1932 das Landratsamt beherbergte, wurde ab 1947 als Rathaus genutzt. Mit dem Zuzug von Glasveredlern aus dem Sudetenland entstanden bis 1947 acht Glasraffinerien. Die schon 1948 eröffnete Glasfachschule stützt den neuen Branchenschwerpunkt Glas. Auch die Keramikindustrie boomte noch einmal. Bonn wurde Regierungssitz. Erste neue Baugebiete entstanden westlich und südöstlich der Stadt. Unter dem Leitbild „Bildung und Erziehung“ entwickelte sich Rheinbach zum beliebten Wohnort für Beschäftigte in der Bundeshauptstadt Bonn. Die Zahl der Evangelischen Christen stieg stetig. 1949 bekamen sie erstmals ein eigenes Gotteshaus; ab 1952 bildeten die Rheinbacher Protestanten eine eigenständige Gemeinde.

## Hochschulstandort im wiedervereinten Deutschland (seit 1990)
Die Wiedervereinigung Deutschlands und das Berlin/Bonn-Gesetz führten zu Ausgleichsmaßnahmen der Bundesrepublik. So wurde Rheinbach ab 1995 Standort einer Abteilung der Hochschule Bonn-Rhein-Sieg. Im Norden der Stadt entstand das Hochschulviertel. Damit erweiterte sich das Bildungsangebot in Rheinbach bis zum Master-Abschluss in den Wissenschaftszweigen Angewandte Naturwissenschaften und Wirtschaftswissenschaft. Die Wirtschaftsförderungs- und Entwicklungsgesellschaft (WEFG) mit Technologiezentrum begleitet diesen Prozess seit 1996. Rheinbach wächst in südlicher Richtung. Im Wohngebiet Weilerfeld entstehen rund 2000 Wohneinheiten.

## Militär in Rheinbach
Ab dem Jahr 1935 und auch während des Zweiten Weltkrieges waren in Rheinbach Angehörige des Reichsarbeitsdienstes und später in Einrichtungen der Wehrmacht auch Soldaten stationiert. Im Jahr 1951 begann die Geschichte Rheinbachs als Garnisonsstadt mit der Errichtung eines Lagers für die Stationierung alliierter Truppen. Diese Stationierungsentscheidung war bei den Rheinbachern umstritten. 1952 bezog das belgische 31. Flugabwehr-Bataillon das gerade fertiggestellte Barackenlager in Rheinbach. Vier Jahre später zogen die belgischen Truppen wieder aus Rheinbach ab, sodass 1957, mit der Aufstellung des Wachbataillon BMVg, Rheinbach zum Bundeswehrstandort wurde.
Noch in diesem Jahr wurde im Bundeswehrlager an der Münstereifeler Straße eine Führungsfernmeldekompanie untergebracht, die schnell zum Bataillon und zum Fernmelderegiment oberste Bundeswehrführung und letztlich zur Führungsunterstützungsbrigade 900 aufwuchs. Der Fernmeldeverband wurde nach dem Umzug der Bundesregierung nach Berlin verkleinert, mehrfach restrukturiert und verlegt.
Rheinbach war von 1982 bis 1994 auch Stationierungsort für das Fernmeldekommando 900, das am Stadtpark 16 (⊙), heute Albert-Schweitzer Schule, stationiert war.
Das Kommando Strategische Aufklärung wurde am 17. Januar 2002 in der Tomburg-Kaserne in Dienst gestellt wurde. Das Kommando verlegte 2007/2008 die Hauptkräfte nach Grafschaft-Gelsdorf.
Im Mai 1968 wurde die Namenstafel Tomburg-Kaserne, benannt nach der beim Ortsteil Wormersdorf gelegenen Tomburg, enthüllt.
Heute sind in der Tomburg-Kaserne beherbergt:
- Kommando Informationstechnik-Services der Bundeswehr (KdoIT-SBw)
- Zentrum Cyber-Operationen (ZCO) sowie
- Teile ZCSBw, KdoITBw, EMilPfa, BwDLZ und
- BWI GmbH